# Агробаза (село)
Агроба́за — село (до 2011 року — селище) Маріупольської міської громади Маріупольського району Донецької області, Україна. Населення становить — 572 особи (2001).

## Географія
Розташоване за 125 км від обласного центру. Відстань до райцентру становить близько 13 км і проходить автошляхом E58. Землі села межують з територією Маріуполя.

### Клімат
| Клімат Агробази           | Клімат Агробази | Клімат Агробази | Клімат Агробази | Клімат Агробази | Клімат Агробази | Клімат Агробази | Клімат Агробази | Клімат Агробази | Клімат Агробази | Клімат Агробази | Клімат Агробази | Клімат Агробази | Клімат Агробази |
| Показник                  | Січ.            | Лют.            | Бер.            | Квіт.           | Трав.           | Черв.           | Лип.            | Серп.           | Вер.            | Жовт.           | Лист.           | Груд.           | Рік             |
| Середній максимум, °C     | −0,6            | 0,0             | 5,1             | 14,8            | 21,5            | 25,5            | 27,7            | 27,0            | 21,6            | 14,1            | 6,9             | 2,3             | 13              |
| Середня температура, °C   | −3,6            | −3,1            | 1,6             | 10,3            | 16,6            | 20,7            | 22,9            | 22,2            | 16,9            | 10,0            | 3,9             | −0,3            | 9               |
| Середній мінімум, °C      | −6,6            | −6,2            | −1,9            | 5,8             | 11,8            | 16,0            | 18,1            | 17,4            | 12,2            | 5,9             | 1,0             | −2,8            | 5               |
| Норма опадів, мм          | 44              | 36              | 34              | 37              | 45              | 56              | 52              | 42              | 42              | 27              | 41              | 55              | 511             |
| ------------------------- | --------------- | --------------- | --------------- | --------------- | --------------- | --------------- | --------------- | --------------- | --------------- | --------------- | --------------- | --------------- | --------------- |
| Джерело: climate-data.org |                 |                 |                 |                 |                 |                 |                 |                 |                 |                 |                 |                 |                 |

## Історія
Селище відоме тим, що в ньому в 1941 році у протитанковому рові під час німецької окупації було розстріляно понад 16 тисяч юдеїв Маріуполя. Тут, на місці масових розстрілів, у пам'ять про безвинно убитих був встановлений меморіальний комплекс «Менора», ініціатором та виконавцем, якого виступив почесний член єврейської громади міста — Беккер Михайло Леонідович.

## Населення
За даними перепису 2001 року населення села становило 572 особи, з них 61,19 % зазначили рідною мову українську, 37,76 % — російську, 0,7 % — білоруську та 0,17 % — грецьку мову.

## Відомі люди
У селищі мешкав Герой Соціалістичної Праці Л. С. Северін.